# Đại học Khoa học và Công nghệ Pohang
Đại học Khoa học và Công nghệ Pohang (POSTECH) (Tiếng Hàn: 포항공과대학교, Tiếng Anh: Pohang University of Science and Technology, Hanja: 浦項工科大學校) là một trường đại học tư thục tọa lạc tại 77 Cheongam-ro (San 31, Hyoja-dong), Nam-gu, Pohang-si, Gyeongsangbuk-do, Hàn Quốc. Trường chủ yếu đào tạo các chuyên ngành về khoa học kĩ thuật 

## Lịch sử
POSTECH được thành lập năm 1986 tại Pohang, Hàn Quốc bởi công ty thép POSCO.
POSTECH đã tổ chức Viện Nghiên cứu Khoa học và Công nghệ (RIST) của POSCO trong khuôn viên trường. Năm 1994, POSTECH thành lập Phòng thí nghiệm máy gia tốc Pohang (PAL) nguồn sáng synchrotron thế hệ thứ 3 và hiện là cơ sở quốc gia. PAL-XFEL, laser điện tử không tia X, nguồn sáng (XFEL) thế hệ thứ 4 đã được hoàn thành vào năm 2016 với chi phí 390 triệu USD, loại thứ ba trên thế giới và sẽ mở ra những biên giới và lĩnh vực nghiên cứu mới trong khoa học đời sống, vật liệu, hóa học và vật lý.

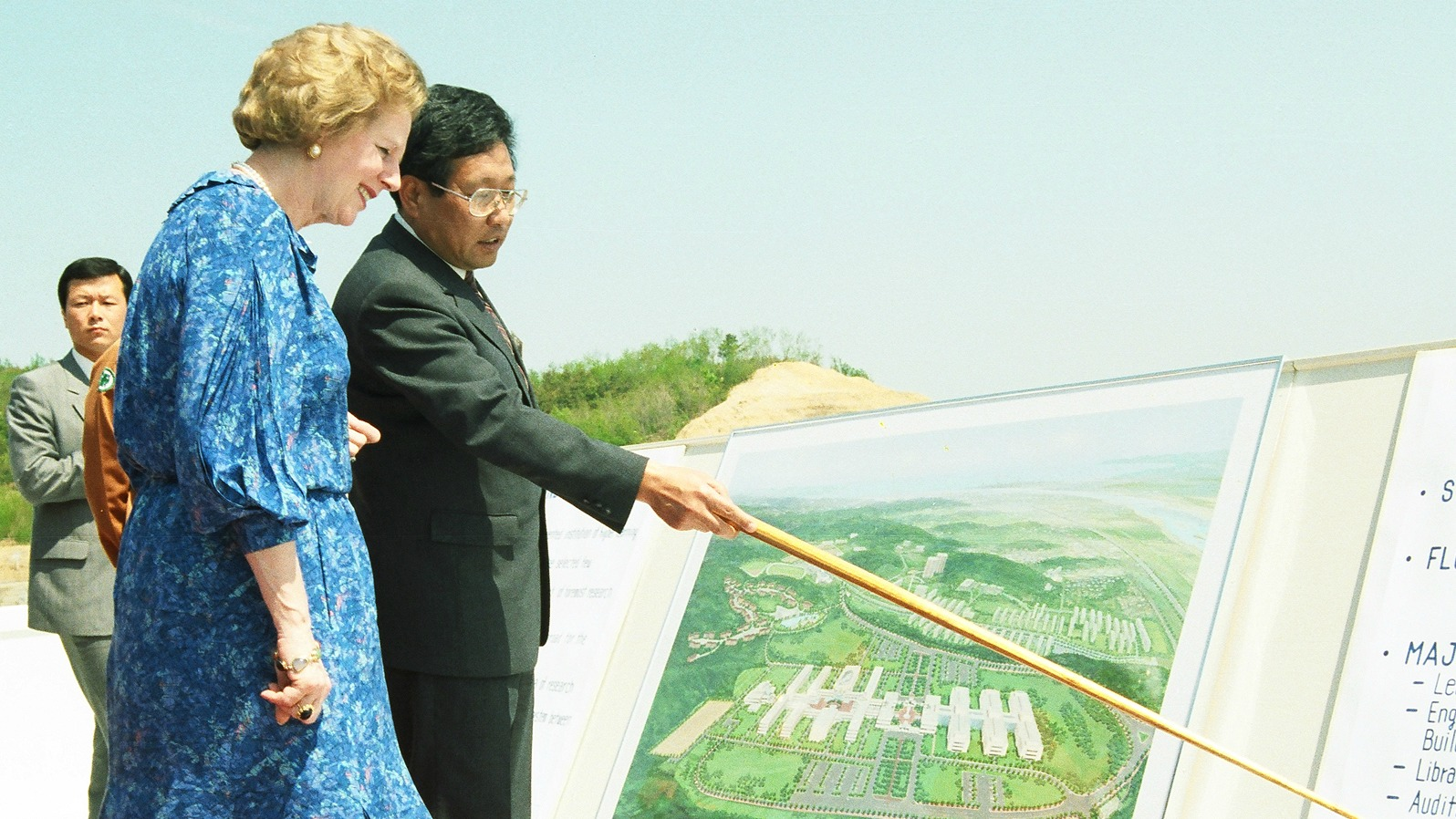
Margaret Thatcher với chủ tịch POSTECH Kim Ho Gil vào tháng 5 năm 1986

### Dòng thời gian
- 3 tháng 12 năm 1986: POSTECH được thành lập bởi Chủ tịch Park Tae-joon và Kim Ho Gil
- 5 tháng 3 năm 1987: Lễ nhập học đầu tiên
- 1 tháng 3 năm 1989: Khoa Khoa học Đời sống được thành lập
- 7 tháng 2 năm 1990: Lần đầu tiên đào tạo thạc kỹ khoa học tự nhiên (MS)
- 20 tháng 2 năm 1991: Trao bằng cử nhân khoa học tự nhiên (BS) đầu tiên
- 7 tháng 12 năm 1994: Hoàn thành Pohang Light Source
- 15 tháng 5 năm 1998: Xếp thứ nhất trong số các trường đại học khoa học và công nghệ châu Á theo tạp chí Asiaweek
- 28 tháng 2 năm 2000: Công viên Pohang Techno được thành lập cùng với Thành phố Pohang và POSCO
- 23 tháng 8 năm 2001: Trung tâm Vật lý Lý thuyết Châu Á Thái Bình Dương chuyển đến POSTECH
- 17 tháng 8 năm 2002: Được Bộ Giáo dục và Phát triển nguồn nhân lực bình chọn là “Trường đại học xuất sắc về cải cách giáo dục” năm thứ 7 liên tiếp
- 25 tháng 4 năm 2003: Thư viện số Park Tae-joon khai trương
- 9 tháng 9 năm 2005: Viện sau đại học Công nghệ sắt (GIFT) được thành lập
- 30 tháng 5 năm 2007: Viện Công nghệ Vật liệu nano Quốc gia được thành lập
- 2 tháng 3 năm 2010: Tuyên bố trường song ngữ
- 14 tháng 6 năm 2010: Thỏa thuận với Hiệp hội Max Planck để thành lập Sáng kiến Nghiên cứu Max Planck POSTECH/Hàn Quốc
- 16 tháng 9 năm 2010: Xếp thứ 28 trong Bảng xếp hạng Đại học Thế giới theo Times Higher Education
- 6 tháng 7 năm 2011: Thành lập Khoa Kỹ thuật CNTT Sáng tạo
- 20 tháng 8 năm 2012: Trường Cao đẳng Kỹ thuật Thạc sĩ được thành lập
- 1 tháng 12 năm 2012: Được Thomson Reuters bình chọn là một trong 100 nhà đổi mới toàn cầu hàng đầu năm 2012
- 15 tháng 2 năm 2013: Học viện Park Tae-joon được mở
- 9 tháng 5 năm 2013: Đột phá của PAL-XFEL
- 13 tháng 6 năm 2013: Thành lập 4 trung tâm nghiên cứu của Viện Khoa học cơ bản
- 20 tháng 6 năm 2013: Xếp thứ 1 trong top 100 trường đại học dưới 50 tuổi do Times Higher Education bình chọn
- 7 tháng 10 năm 2013: Xếp thứ 1 trong Bảng xếp hạng Đại học Hàn Quốc JoongAng Ilbo 2013
- 2 tháng 5 năm 2014: Xếp thứ 1 trong top 100 trường đại học dưới 50 tuổi do Times Higher Education bình chọn (ba năm liên tiếp)
- 15 tháng 9 năm 2014: Khai trương Trung tâm Khởi nghiệp POSTECH (được hỗ trợ bởi Cục Quản lý doanh nghiệp vừa và nhỏ)
- 19 tháng 9 năm 2014: APGC-Lab và công ty khởi nghiệp mới (exBrain) khai trương
- 6 tháng 10 năm 2014: Đứng thứ nhất trong Bảng xếp hạng Đại học Hàn Quốc JoongAng Ilbo (hai năm liên tiếp)
- 17 tháng 12 năm 2014: Khai trương Trung tâm Kinh tế Sáng tạo & Đổi mới Pohang  (Tầng 5 C5)
- 4 tháng 6 năm 2016: PAL-XFEL phát ra ánh sáng đầu tiên

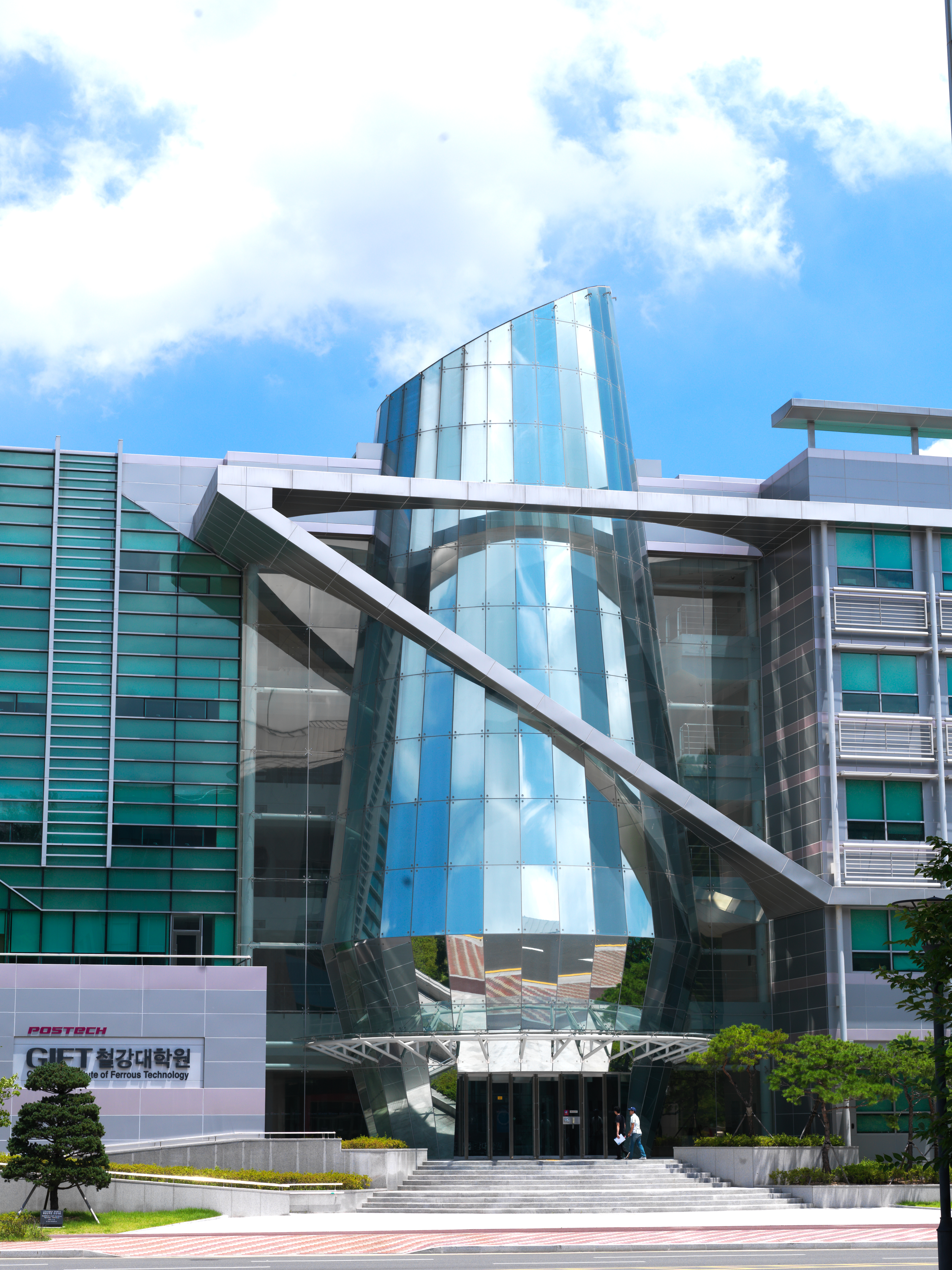
Viện Công nghệ Sắt sau đại học là viện duy nhất trên thế giới được công nhận hoàn toàn trong lĩnh vực khoa học và công nghệ thép.

### Chủ tịch
| STT | Name                | Năm tại vị |
| --- | ------------------- | ---------- |
| 1   | Kim Ho Gil (ko)     | 1985-1994  |
| 2   | Chang Soo Young     | 1994-1998  |
| 3   | Chang Sung Kee      | 1998-2002  |
| 4   | Park Chan Mo (ko)   | 2003-2007  |
| 5   | Baek Sung Gi (ko)   | 2007-2011  |
| 6   | Kim Yong Min(ko)    | 2011–2015  |
| 7   | Kim Doh Yeon (ko)   | 2015–2019  |
| 8   | Kim Moo Hwan(ko)    | 2019–2023  |
| 9   | Kim Seong Keun (ko) | 2023–nay   |

## Khuôn viên trường
POSTECH là một khuôn viên rộng 400 mẫu Anh nằm cách trung tâm thành phố Pohang 20 phút đi ô tô, cách Busan một giờ đi xe buýt và cách (KTX) Seoul khoảng hai tiếng rưỡi đi tàu (KTX).

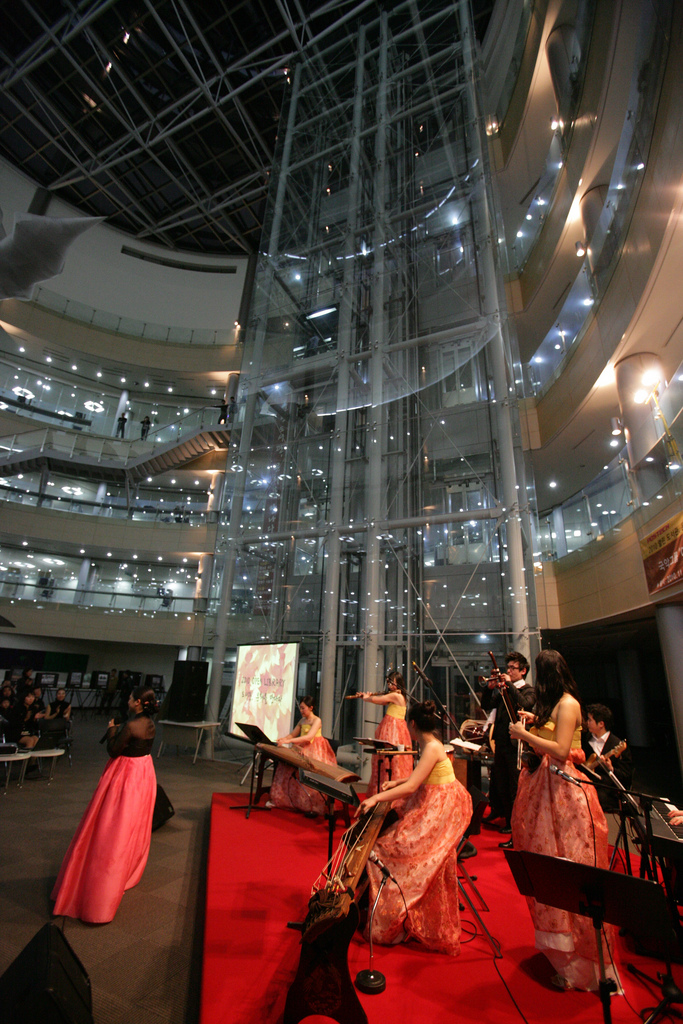
Biểu diễn truyền thống Hàn Quốc tại Thư viện Park Tae-Joon

### Thư viện số Park Tae-Joon
Hoàn thành vào năm 2003, Thư viện Park Tae-Joon có diện tích 24.420 mét vuông với 352.977 đầu sách và 8.324 tạp chí giấy và kỹ thuật số. Tính đến năm 2005, bộ sưu tập của thư viện bao gồm khoảng 320.000 cuốn sách, 3.500 tạp chí, 7.000 tạp chí điện tử, 25 cơ sở dữ liệu và 4.400 tài liệu đa phương tiện. Thư viện chia sẻ tài liệu với sự hợp tác nghiên cứu-giáo dục-công nghiệp và là một phần của chương trình trao đổi dữ liệu liên trường với khoảng 150 cơ sở nghiên cứu và giáo dục khác trên toàn quốc.

### Khuôn viên thông minh
Năm 2010, POSTECH triển khai Dịch vụ đám mây trên máy tính để bàn. Tuy nhiên, nhiều dịch vụ công nghệ được triển khai trước đây (ví dụ: ứng dụng điện thoại thông minh trong khuôn viên trường, trang web của trường đại học, cổng thông tin trực tuyến của trường đại học, v.v.) đều bị lỗi do chưa được cập nhật.

## Học thuật

### Tuyển sinh
POSTECH tiếp nhận khoảng 300 sinh viên đại học mỗi năm. POSTECH đã nhận được 1.987 hồ sơ đăng ký tuyển sinh năm nhất và nhận 323 hồ sơ cho năm học 2014. POSTECH cung cấp khoản đầu tư giáo dục cao nhất và hỗ trợ học bổng cho mỗi sinh viên nhiều nhất tại Hàn Quốc, cho phép sinh viên thuộc mọi thành phần kinh tế có cơ hội tiếp nhận nền giáo dục POSTECH.

## Nghiên cứu
Nguồn sáng thế hệ thứ 4 (PAL-XFEL), đi vào hoạt động từ năm 2015, sáng hơn 10 tỷ lần so với nguồn sáng thế hệ thứ 3.